# Viaduc de Nantua
Le viaduc de Nantua est un pont autoroutier qui permet à l'autoroute A40 de relier Mâcon à Annemasse puis Saint-Gervais-les-Bains en franchissant la vallée de Nantua à la sortie du tunnel de Chamoise. De ce fait le viaduc permet de franchir le petit cours d'eau de l'Oignin. La première tranche a été ouverte à la circulation en 1985, puis la seconde en 1996.

## Histoire
La première mise en service du viaduc a eu lieu en 1985. Il ne comportait qu'un tablier qui contraignait l'autoroute à avoir deux sens de circulation sur la même chaussée. La mise en service de la seconde partie a eu lieu en 1996, et permet d'obtenir deux fois deux voies de circulation.

## Caractéristiques

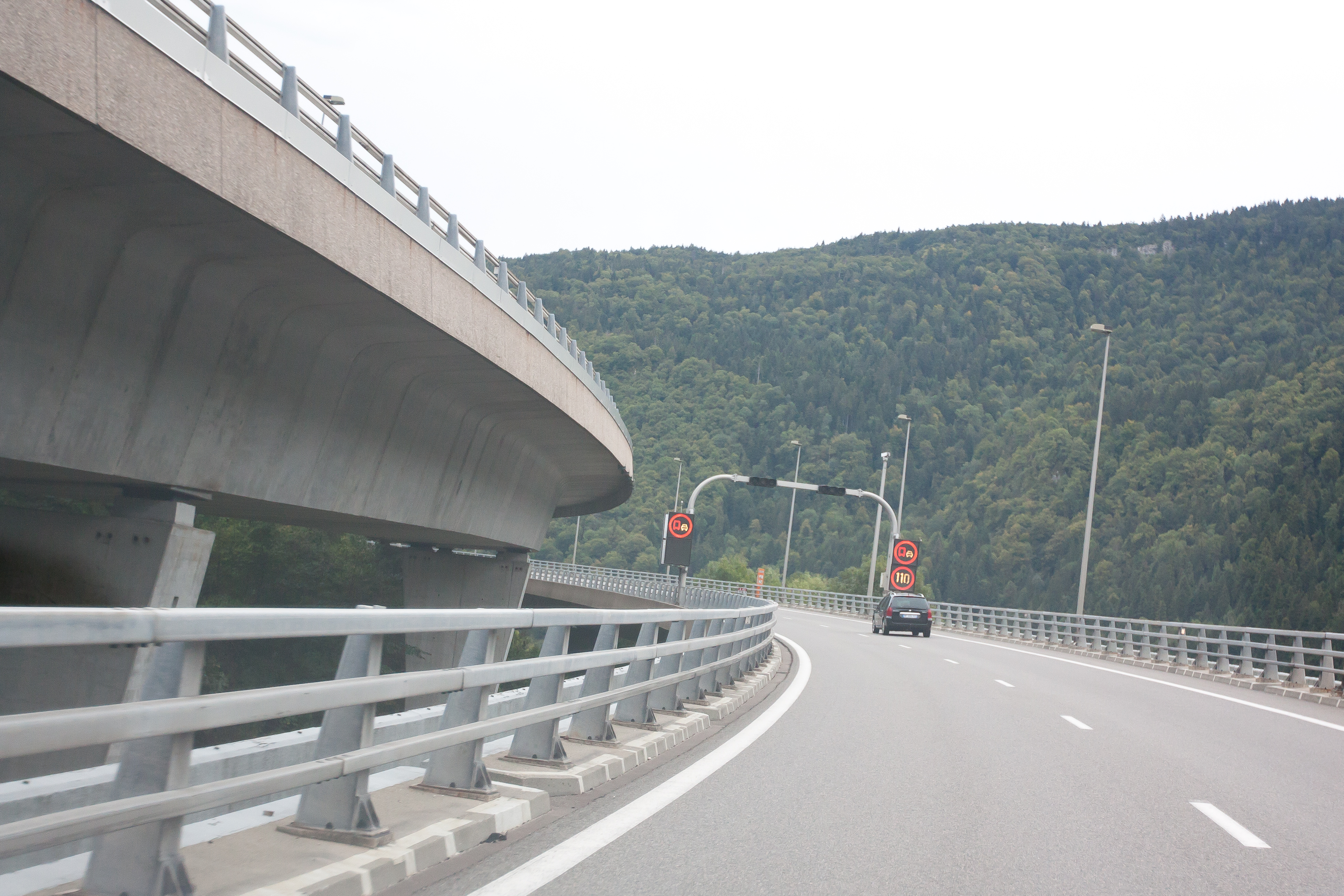
Le tablier nord du viaduc de Nantua vu depuis la chaussée du tablier sud (sens Macon-Genève).

Le viaduc de Nantua a une longueur de 1 003 mètres, il est formé de deux viaducs distincts permettant les deux sens de circulation de l'autoroute. Il est soutenu par des piles mesurant entre 46 et 77 mètres de hauteur soit, pour les plus grandes, la hauteur d'un immeuble de trente étages, hauteur à laquelle on sort du tunnel de Chamoise. Chaque ouvrage en possède une dizaine, elles sont constituées de caissons coulés en place à l'aide d'un coffrage grimpant et les fondations ont été coulées entre quatorze et vingt et un mètres de profondeur.
Au viaduc de Nantua succède immédiatement le viaduc des Neyrolles long de 782 mètres et haut de six à quatorze mètres. À quelques centaines de mètres de ce dernier, l'A40 emprunte le viaduc des Glacières long de 214 mètres puis le viaduc de Sylans long de 1 266 mètres, le viaduc de Charix long de 542 mètres, le viaduc de Lalleyriat long de 194 ou 130 mètres selon le sens de circulation et le viaduc de Frébuge long de 439 mètres et haut de sept à trente-quatre mètres. Plus loin, toujours en direction d'Annemasse, l'A40 passe le viaduc du Tacon long de 320 mètres et dont la plus haute pile fait 42 mètres, le viaduc de Châtillon long de 222 ou 195 mètres et haut de deux à vingt mètres qui précède le tunnel de Châtillon, puis le viaduc de Bellegarde-sur-Valserine long de 1 050 mètres et dont le point culminant est situé à 70 mètres au-dessus du Rhône.

## Sources